# Kopřivnice

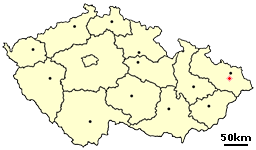
Posição de Kopřivnice na Repúlica Checa

Kopřivnice (em alemão: Nesselsdorf) é uma cidade da Região da Morávia-Silésia da República Checa, com cerca de 23.500 habitantes. A cidade é famosa pela empresa Tatra, o tradicional fabricante checo de veículos de carga e especialista em camiões todo-o-terreno.

## Monumentos
- Ruínas do castelo Šostýn

## Pessoas nascidas em Kopřivnice
- Zdeněk Burian
- Ignác Šustala
- Emil Zátopek